# Leptopontia americana
Leptopontia americana är en kräftdjursart som beskrevs av Rony Huys och Conroy-Dalton 1996. Leptopontia americana ingår i släktet Leptopontia och familjen Leptopontiidae. Inga underarter finns listade i Catalogue of Life.